# Lista das maiores goleadas do Campeonato Brasileiro de Futebol - Série A

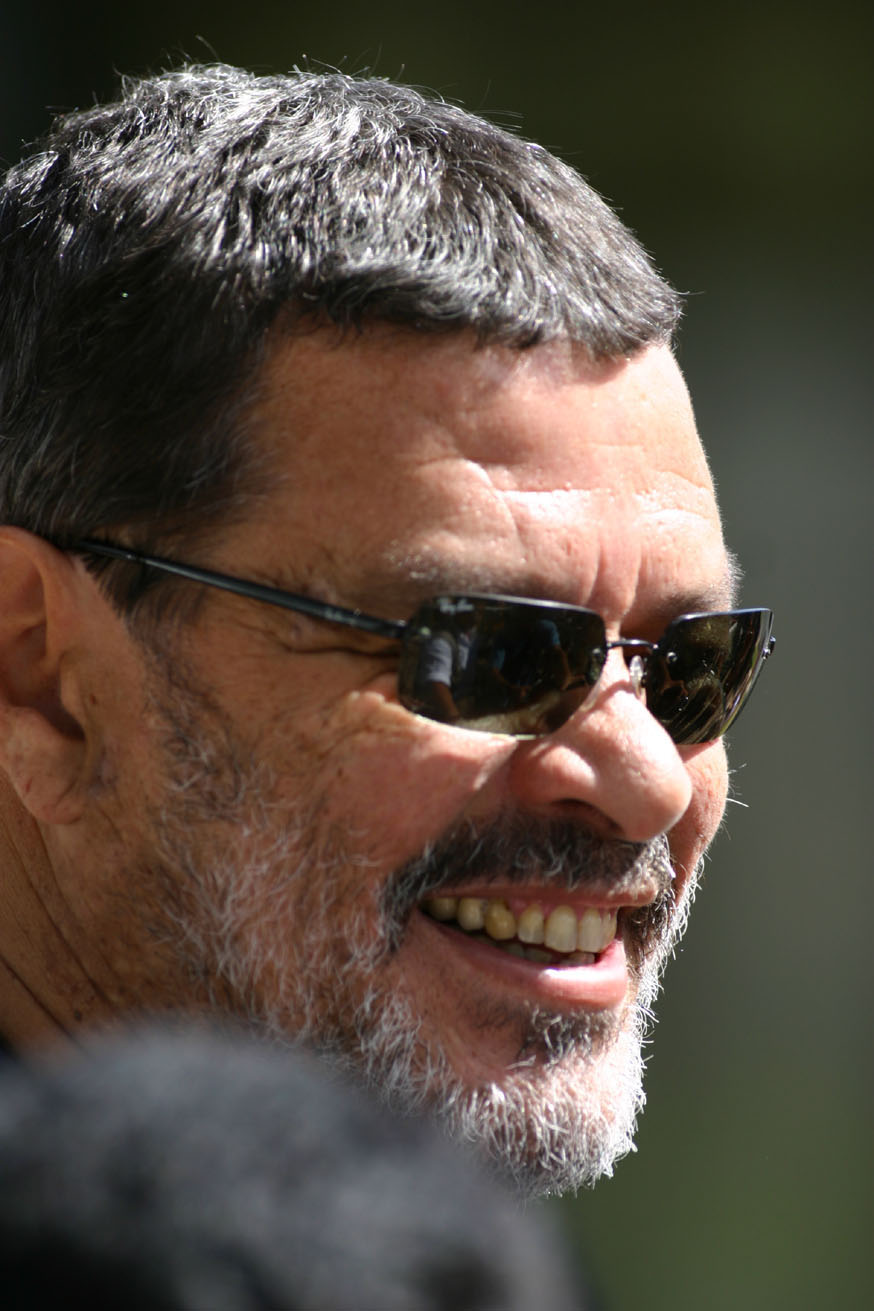
Sócrates, atleta que marcou quatro dos dez gols do Corinthians contra o Tiradentes-PI na vitória por 10–1, em 1983.

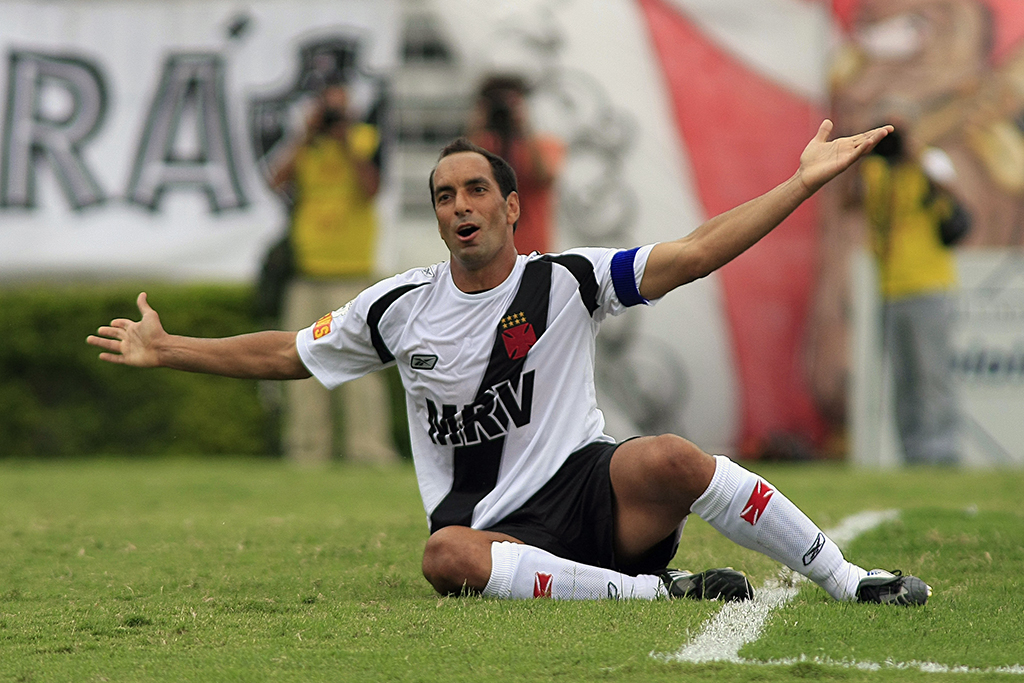
Edmundo, em vitória do Vasco da Gama por 6–0, em 1997, contra o União São João, fez todos os seis gols do jogo, sendo o maior marcador do Brasileirão em uma mesma partida.

Esta é uma lista das maiores goleadas do Campeonato Brasileiro de Futebol da Série A, a liga brasileira de futebol profissional entre clubes do Brasil, sendo a principal competição futebolística no país. A história do Campeonato Brasileiro começa em 1937, mas o certame passou a ser disputado regularmente a partir de 1959.
Segundo a maioria dos comentaristas de futebol, uma partida é considerada uma goleada quando a equipe vencedora assim o faz por pelo menos três gols de diferença. Porém, existe polêmica sobre o placar de 3 a 0.
A maior goleada da primeira divisão do Campeonato Brasileiro ocorreu em 1983, quando a equipe do Corinthians derrotou o clube Tiradentes-PI pelo placar de 10–1, com quatro gols marcados pelo meio-campista Sócrates. Um outro confronto obteve a mesma diferença de gols: pela edição subsequente, em 1984, o Vasco da Gama fez 9–0 na equipe do Tuna Luso, com quatro gols do volante Arturzinho. Quatro partidas encerraram em 8–0, em 1960, 1967, 1981 e 1982: Fluminense, Grêmio, Flamengo e Guarani saíram vitoriosos diante do Fonseca, Perdigão, Fortaleza e River-PI, respectivamente. Além do Vasco, o Santos também marcou nove gols em uma partida, ao superar o Bahia, em 1968 (Torneio Roberto Gomes Pedrosa), por 9–2 (estreando a diferença de sete gols), a maior goleada sofrida por um ex-campeão brasileiro. Por fim, 8–1 foi o placar de três jogos; 7–0 em dez confrontos; 8–2 em três disputas; 7–1 em doze oportunidades; e 6–0 em 62 ocasiões. A lista abaixo apresenta 97 goleadas de seis ou mais gols de vantagem. 
Os citados 10–1 e 9–2 se juntam ao 7–4 do Santos sobre o Bahia, em 2003, como placares com mais gols na história do campeonato.
A mais recente goleada da lista é Santos 0–6 Vasco, em 2025. Entre membros dos G-12, 7–1 é o maior placar: do Vasco sobre o São Paulo, em 2001; do Corinthians sobre o Santos, em 2005; do Internacional sobre o Santos, em 2023.

## Lista
† = final, ida; †† = final, volta.
| Pos. | Data             | Ano        | Dif. | Vencedor         | Placar | Perdedor               | Estádio             | Local                | Ref                 |
| ---- | ---------------- | ---------- | ---- | ---------------- | ------ | ---------------------- | ------------------- | -------------------- | ------------------- |
| 1    | 9 de fevereiro   | 1983       | 9    | Corinthians      | 10–1   | Tiradentes-PI          | Canindé             | São Paulo, SP        | [ 6 ]               |
| 2    | 19 de fevereiro  | 1984       | 9    | Vasco da Gama    | 9–0    | Tuna Luso              | São Januário        | Rio de Janeiro, RJ   | [ 7 ]               |
| 3    | 31 de agosto     | 1960       | 8    | Fluminense       | 8–0    | Fonseca                | Laranjeiras         | Rio de Janeiro, RJ   | [carece de fontes?] |
| 3    | 19 de novembro   | 1967 (TB)  | 8    | Grêmio           | 8–0    | Perdigão               | Olímpico            | Porto Alegre, RS     | [ 8 ]               |
| 3    | 4 de fevereiro   | 1981       | 8    | Flamengo         | 8–0    | Fortaleza              | Maracanã            | Rio de Janeiro, RJ   | [ 9 ]               |
| 3    | 3 de fevereiro   | 1982       | 8    | Guarani          | 8–0    | Ríver                  | Brinco de Ouro      | Campinas, SP         | [ 10 ]              |
| 7    | 10 de outubro    | 1968 (RGP) | 7    | Santos           | 9–2    | Bahia                  | Pacaembu            | São Paulo, SP        | [ 11 ]              |
| 8    | 16 de setembro   | 1976       | 7    | Flamengo         | 8–1    | Sampaio Corrêa         | Maracanã            | Rio de Janeiro, RJ   | [ 14 ]              |
| 8    | 23 de março      | 1980       | 7    | Vitória          | 8–1    | América-RN             | Fonte Nova          | Salvador, BA         | [ 15 ]              |
| 8    | 7 de fevereiro   | 1982       | 7    | Guarani          | 8–1    | Ceará                  | Brinco de Ouro      | Campinas, SP         | [ 16 ]              |
| 11   | 2 de novembro    | 1977       | 7    | Bahia            | 7–0    | Vitória-ES             | Fonte Nova          | Salvador, BA         | [ 17 ]              |
| 11   | 30 de abril      | 1978       | 7    | Guarani          | 7–0    | Itabuna                | Brinco de Ouro      | Campinas, SP         | [ 18 ]              |
| 11   | 24 de janeiro    | 1982       | 7    | Vasco da Gama    | 7–0    | Moto Club              | São Januário        | Rio de Janeiro, RJ   | [ 19 ]              |
| 11   | 19 de março      | 1982       | 7    | Vasco da Gama    | 7–0    | Internacional-SM       | São Januário        | Rio de Janeiro, RJ   | [ 20 ]              |
| 11   | 30 de março      | 1984       | 7    | Palmeiras        | 7–0    | CRB                    | Morumbi             | São Paulo, SP        | [ 21 ]              |
| 11   | 13 de março      | 1985       | 7    | Flamengo         | 7–0    | Santa Cruz             | Maracanã            | Rio de Janeiro, RJ   | [carece de fontes?] |
| 11   | 8 de novembro    | 1997       | 7    | Internacional    | 7–0    | Bragantino             | Beira-Rio           | Porto Alegre, RS     | [ 22 ]              |
| 11   | 27 de abril      | 2003       | 7    | Goiás            | 7–0    | Juventude              | Serra Dourada       | Goiânia, GO          | [ 23 ]              |
| 11   | 14 de dezembro   | 2003       | 7    | Cruzeiro         | 7–0    | Bahia                  | Fonte Nova          | Salvador, BA         | [carece de fontes?] |
| 11   | 27 de abril      | 2004       | 7    | São Paulo        | 7–0    | Paysandu               | Morumbi             | São Paulo, SP        | [ 24 ]              |
| 21   | 28 de dezembro†† | 1960       | 6    | Palmeiras        | 8–2    | Fortaleza              | Pacaembu            | São Paulo, SP        | [ 25 ]              |
| 21   | 2 de outubro     | 1986       | 6    | Guarani          | 8–2    | Piauí                  | Brinco de Ouro      | Campinas, SP         | [ 26 ]              |
| 21   | 5 de dezembro    | 1993       | 6    | Guarani          | 8–2    | Remo                   | Brinco de Ouro      | Campinas, SP         | [ 27 ]              |
| 24   | 16 de abril      | 1980       | 6    | Coritiba         | 7–1    | Ferroviário-CE         | Couto Pereira       | Curitiba, PR         | [ 28 ]              |
| 24   | 4 de maio        | 1980       | 6    | Coritiba         | 7–1    | Desportiva Ferroviária | Couto Pereira       | Curitiba, PR         | [ 29 ]              |
| 24   | 14 de fevereiro  | 1982       | 6    | Atlético Mineiro | 7–1    | Desportiva Ferroviária | Mineirão            | Belo Horizonte, MG   | [ 29 ]              |
| 24   | 14 de março      | 1982       | 6    | Vasco da Gama    | 7–1    | Operário-MS            | São Januário        | Rio de Janeiro, RJ   | [ 29 ]              |
| 24   | 19 de fevereiro  | 1983       | 6    | Flamengo         | 7–1    | Rio Negro              | Maracanã            | Rio de Janeiro, RJ   | [ 30 ]              |
| 24   | 26 de outubro    | 1997       | 6    | São Paulo        | 7–1    | União São João         | Morumbi             | São Paulo, SP        | [ 31 ]              |
| 24   | 5 de agosto      | 2001       | 6    | Vasco da Gama    | 7–1    | Guarani                | São Januário        | Rio de Janeiro, RJ   | [ 32 ]              |
| 24   | 25 de novembro   | 2001       | 6    | Vasco da Gama    | 7–1    | São Paulo              | São Januário        | Rio de Janeiro, RJ   | [ 33 ]              |
| 24   | 27 de outubro    | 2004       | 6    | Fluminense       | 7–1    | Juventude              | Raulino de Oliveira | Volta Redonda, RJ    | [ 34 ]              |
| 24   | 6 de novembro    | 2005       | 6    | Corinthians      | 7–1    | Santos                 | Pacaembu            | São Paulo, SP        | [ 35 ]              |
| 24   | 27 de julho      | 2008       | 6    | Grêmio           | 7–1    | Figueirense            | Orlando Scarpelli   | Florianópolis, SC    | [ 36 ]              |
| 24   | 22 de outubro    | 2023       | 6    | Internacional    | 7–1    | Santos                 | Beira-Rio           | Porto Alegre, RS     | [ 37 ]              |
| 36   | 13 de janeiro    | 1937       | 6    | Fluminense       | 6–0    | Atlético Mineiro       | Laranjeiras         | Rio de Janeiro, RJ   | [carece de fontes?] |
| 36   | 30 de outubro    | 1959       | 6    | Sport            | 6–0    | Bahia                  | Ilha do Retiro      | Recife, PE           | [ 38 ]              |
| 36   | 30 de setembro   | 1962       | 6    | Campinense       | 6–0    | CRB                    | Pajuçara            | Maceió, AL           | [ 39 ]              |
| 36   | 25 de janeiro†   | 1963       | 6    | Santos           | 6–0    | Bahia                  | Pacaembu            | São Paulo, SP        | [ 40 ]              |
| 36   | 6 de setembro    | 1964       | 6    | Náutico          | 6–0    | Paysandu               | Curuzu              | Belém, PA            | [ 41 ]              |
| 36   | 13 de julho      | 1966       | 6    | Paysandu         | 6–0    | Rio Negro              | Curuzu              | Belém, PA            | [ 42 ]              |
| 36   | 11 de agosto     | 1968 (TB)  | 6    | Paysandu         | 6–0    | Olímpico-AM            | Curuzu              | Belém, PA            | [carece de fontes?] |
| 36   | 18 de novembro   | 1970       | 6    | Cruzeiro         | 6–0    | Ponte Preta            | Mineirão            | Belo Horizonte, MG   | [ 43 ]              |
| 36   | 29 de agosto     | 1971       | 6    | Cruzeiro         | 6–0    | Ceará                  | Mineirão            | Belo Horizonte, MG   | [ 44 ]              |
| 36   | 15 de novembro   | 1972       | 6    | Botafogo         | 6–0    | Flamengo               | Maracanã            | Rio de Janeiro, RJ   | [carece de fontes?] |
| 36   | 5 de novembro    | 1972       | 6    | São Paulo        | 6–0    | Náutico                | Arruda              | Recife, PE           | [carece de fontes?] |
| 36   | 17 de julho      | 1974       | 6    | Flamengo         | 6–0    | Paysandu               | Teixeira de Castro  | Rio de Janeiro, RJ   | [ 45 ]              |
| 36   | 29 de agosto     | 1976       | 6    | América Mineiro  | 6–0    | Goiânia                | Mineirão            | Belo Horizonte, MG   | [ 46 ]              |
| 36   | 1 de setembro    | 1976       | 6    | Internacional    | 6–0    | Figueirense            | Beira-Rio           | Porto Alegre, RS     | [ 47 ]              |
| 36   | 26 de outubro    | 1977       | 6    | Fluminense       | 6–0    | Vitória-ES             | Maracanã            | Rio de Janeiro, RJ   | [ 48 ]              |
| 36   | 30 de outubro    | 1977       | 6    | Santa Cruz       | 6–0    | Treze                  | Arruda              | Recife, PE           | [ 49 ]              |
| 36   | 4 de dezembro    | 1977       | 6    | Internacional    | 6–0    | Brasília               | Beira-Rio           | Porto Alegre, RS     | [ 48 ]              |
| 36   | 26 de outubro    | 1977       | 6    | Palmeiras        | 6–0    | Fluminense-BA          | Joia da Princesa    | Feira de Santana, BA | [carece de fontes?] |
| 36   | 10 de dezembro   | 1977       | 6    | Guarani          | 6–0    | Americano              | Brinco de Ouro      | Campinas, SP         | [carece de fontes?] |
| 36   | 19 de fevereiro  | 1978       | 6    | Atlético Mineiro | 6–0    | América de Natal       | Mineirão            | Belo Horizonte, MG   | [ 50 ]              |
| 36   | 6 de abril       | 1978       | 6    | Cruzeiro         | 6–0    | Uberlândia             | Mineirão            | Belo Horizonte, MG   | [ 51 ]              |
| 36   | 27 de abril      | 1978       | 6    | Palmeiras        | 6–0    | Sampaio Corrêa         | Pacaembu            | São Paulo, SP        | [ 52 ]              |
| 36   | 7 de maio        | 1978       | 6    | Santa Cruz       | 6–0    | Campinense             | Arruda              | Recife, PE           | [ 53 ]              |
| 36   | 7 de maio        | 1978       | 6    | Portuguesa       | 6–0    | Fast Clube             | Pacaembu            | São Paulo, SP        | [carece de fontes?] |
| 36   | 15 de julho      | 1978       | 6    | Grêmio           | 6–0    | Noroeste               | Olímpico            | Porto Alegre, RS     | [ 54 ]              |
| 36   | 29 de novembro   | 1979       | 6    | Fluminense       | 6–0    | Maranhão               | Maracanã            | Rio de Janeiro, RJ   | [carece de fontes?] |
| 36   | 28 de março      | 1981       | 6    | Internacional    | 6–0    | Palmeiras              | Beira-Rio           | Porto Alegre, RS     | [carece de fontes?] |
| 36   | 23 de abril      | 1983       | 6    | Palmeiras        | 6–0    | Náutico                | Morumbi             | São Paulo, SP        | [ 55 ]              |
| 36   | 30 de março      | 1983       | 6    | Palmeiras        | 6–0    | Tiradentes-PI          | Albertão            | Teresina, PI         | [ 56 ]              |
| 36   | 15 de fevereiro  | 1984       | 6    | Atlético Mineiro | 6–0    | Bahia                  | Mineirão            | Belo Horizonte, MG   | [ 57 ]              |
| 36   | 25 de março      | 1984       | 6    | Vasco da Gama    | 6–0    | Joinville              | São Januário        | Rio de Janeiro, RJ   | [ 58 ]              |
| 36   | 17 de maio       | 1985       | 6    | Nacional-AM      | 6–0    | Sergipe                | Vivaldo Lima        | Manaus, AM           | [ 59 ]              |
| 36   | 14 de setembro   | 1986       | 6    | Corinthians      | 6–0    | Sergipe                | Pacaembu            | São Paulo, SP        | [ 60 ]              |
| 36   | 17 de setembro   | 1986       | 6    | Palmeiras        | 6–0    | Fortaleza              | Pacaembu            | São Paulo, SP        | [ 61 ]              |
| 36   | 5 de outubro     | 1986       | 6    | Vasco da Gama    | 6–0    | Operário-MT            | São Januário        | Rio de Janeiro, RJ   | [ 62 ]              |
| 36   | 19 de abril      | 1992       | 6    | Botafogo         | 6–0    | Goiás                  | Caio Martins        | Niterói, RJ          | [ 63 ]              |
| 36   | 29 de setembro   | 1993       | 6    | Remo             | 6–0    | Fortaleza              | Baenão              | Belém, PA            | [ 64 ]              |
| 36   | 7 de novembro    | 1993       | 6    | Cruzeiro         | 6–0    | Bahia                  | Mineirão            | Belo Horizonte, MG   | [ 65 ]              |
| 36   | 6 de novembro    | 1994       | 6    | Atlético Mineiro | 6–0    | Remo                   | Mangueirão          | Belém, PA            | [carece de fontes?] |
| 36   | 14 de setembro   | 1996       | 6    | Sport            | 6–0    | Fluminense             | Ilha do Retiro      | Recife, PE           | [ 66 ]              |
| 36   | 9 de julho       | 1997       | 6    | Goiás            | 6–0    | Grêmio                 | Serra Dourada       | Goiânia, GO          | [ 67 ]              |
| 36   | 11 de setembro   | 1997       | 6    | Vasco da Gama    | 6–0    | União São João         | São Januário        | Rio de Janeiro, RJ   | [ 68 ]              |
| 36   | 13 de outubro    | 1999       | 6    | Palmeiras        | 6–0    | Grêmio                 | Palestra Itália     | São Paulo, SP        | [ 69 ]              |
| 36   | 6 de novembro    | 1999       | 6    | Palmeiras        | 6–0    | Botafogo               | Palestra Itália     | São Paulo, SP        | [ 70 ]              |
| 36   | 16 de agosto     | 2000       | 6    | Madureira        | 6–0    | União Bandeirante      | Conselheiro Galvão  | Madureira, RJ        | [carece de fontes?] |
| 36   | 6 de setembro    | 2000       | 6    | Internacional-SP | 6–0    | União                  | Major Levy Sobrinho | Limeira, SP          | [carece de fontes?] |
| 36   | 9 de setembro    | 2000       | 6    | Serra            | 6–0    | Desportiva Ferroviária | Engenheiro Araripe  | Cariacica, ES        | [carece de fontes?] |
| 36   | 19 de novembro   | 2000       | 6    | Sport            | 6–0    | Atlético Mineiro       | Mineirão            | Belo Horizonte, MG   | [ 71 ]              |
| 36   | 15 de setembro   | 2002       | 6    | São Paulo        | 6–0    | Fluminense             | Morumbi             | São Paulo, SP        | [ 72 ]              |
| 36   | 7 de agosto      | 2003       | 6    | Flamengo         | 6–0    | Bahia                  | Maracanã            | Rio de Janeiro, RJ   | [ 73 ]              |
| 36   | 2 de novembro    | 2003       | 6    | Figueirense      | 6–0    | Paysandu               | Orlando Scarpelli   | Florianópolis, SC    | [carece de fontes?] |
| 36   | 13 de julho      | 2004       | 6    | Atlético-PR      | 6–0    | Goiás                  | Arena da Baixada    | Curitiba, PR         | [ 74 ]              |
| 36   | 17 de julho      | 2004       | 6    | Internacional    | 6–0    | Atlético-PR            | Beira-Rio           | Porto Alegre, RS     | [ 75 ]              |
| 36   | 1 de agosto      | 2004       | 6    | Santos           | 6–0    | Paysandu               | Vila Belmiro        | Santos, SP           | [ 76 ]              |
| 36   | 1 de maio        | 2007       | 6    | São Paulo        | 6–0    | Paraná                 | Morumbi             | São Paulo, SP        | [ 77 ]              |
| 36   | 6 de outubro     | 2012       | 6    | Atlético Mineiro | 6–0    | Figueirense            | Independência       | Belo Horizonte, MG   | [ 78 ]              |
| 36   | 10 de maio       | 2014       | 6    | Botafogo         | 6–0    | Criciúma               | Maracanã            | Rio de Janeiro, RJ   | [ 79 ]              |
| 36   | 21 de setembro   | 2014       | 6    | Goiás            | 6–0    | Palmeiras              | Serra Dourada       | Goiânia, GO          | [ 80 ]              |
| 36   | 2 de setembro    | 2015       | 6    | Internacional    | 6–0    | Vasco da Gama          | Beira-Rio           | Porto Alegre, RS     | [ 81 ]              |
| 36   | 9 de novembro    | 2022       | 6    | Fortaleza        | 6–0    | Red Bull Bragantino    | Arena Castelão      | Fortaleza, CE        | [ 82 ]              |
| 36   | 16 de abril      | 2025       | 6    | Flamengo         | 6–0    | Juventude              | Maracanã            | Rio de Janeiro, RJ   | [ 83 ]              |
| 36   | 17 de agosto     | 2025       | 6    | Vasco            | 6–0    | Santos                 | Morumbis            | São Paulo, SP        |                     |